# Bataafs Genootschap der Proefondervindelijke Wijsbegeerte
Het Bataafs Genootschap der Proefondervindelijke Wijsbegeerte is een te Rotterdam gevestigde stichting, die op 3 juni 1769 werd opgericht. Tot 1800 was de spelling Bataafsch Genootschap der Proefondervindelyke Wysbegeerte te Rotterdam.

## Oprichting
Op 3 juni 1769 liet Steven Hoogendijk in zijn testament opnemen dat na zijn dood een stichting tot bevordering van de proefondervindelijke wijsbegeerte de opbrengsten uit zijn riante vermogen zou krijgen. Met het testament leek de financiële toekomst van het genootschap zeker te zijn gesteld. In het stichtingsjaar kreeg het genootschap de beschikking over een werkruimte; de stad Rotterdam stelde een lokaal in het Beursgebouw beschikbaar. In 1772 werd in dit lokaal de eerste algemene vergadering gehouden en in 1787 vond binnen de muren van het beursgebouw de eerste cursus plaats die het genootschap organiseerde.
Een belangrijk instrument waarmee het genootschap aan haar doelstelling probeerde te voldoen (het leveren van een bijdrage aan de ontplooiing van wetenschap en techniek) was het uitschrijven van wetenschappelijke prijsvragen. In 1770 verscheen een eerste programma van wetenschappelijke prijsvragen en een jaar later vraagt het genootschap toestemming aan de stad Rotterdam om bij de Oostpoort een stoomgemaal te mogen bouwen. Het verzoek werd in eerste instantie niet gehonoreerd, pas in 1774 kreeg het genootschap toestemming een stoomgemaal te plaatsen naar een ontwerp van Hoogendijk zelf. De machine werd in 1776 in gebruik genomen, maar bleek niet te voldoen. In 1785 werd bij de Rotterdamse Schie opnieuw een stoomgemaal – de "vuurmachine" – gebouwd, gemaakt door de Engelsman James Watt. Dit gemaal bleek in 1787 uitstekend te voldoen. Steven Hoogendijk heeft zijn stoomgemaal nog in werking gezien. Hoe belangrijk de nieuwe methode van bemaling was blijkt uit het bezoek dat Prins Willem V op 20 oktober 1790 aan de stoommachine bracht.

## Latere ontwikkelingen
De Franse tijd deed het genootschap geen goed; veel kapitaal ging verloren. Het genootschap kwam na de Franse tijd maar langzaam op gang: in 1823 de eerste prijsvraag, in 1824 de eerste cursus, in 1827 de eerste verhandeling en in 1846 pas de eerste algemene vergadering. Een belangrijke impuls kreeg het genootschap in 1865 toen de eerste HBS in Rotterdam kwam. Deze instelling trok veel docenten in natuurwetenschappen naar de stad. Na de Franse Revolutie pleegde ook de Russische revolutie een aanslag op het kapitaal van het genootschap. Een deel van het kapitaal was belegd in Russische waardepapieren, die waardeloos waren geworden. Ook de Tweede Wereldoorlog is aan het Genootschap niet ongemerkt voorbijgegaan. Bij het bombardement van Rotterdam in mei 1940 verloor het genootschap de volledige inventaris in het Beursgebouw: kaarten, atlassen, tekeningen, prenten, kostbare boeken, uurwerken, natuurkundige instrumenten en globes. Direct na het bombardement begon secretaris H.K. de Haas met restauratie van het bezit, met name het archief. In 1946 begon het genootschap opnieuw met haar werkzaamheden. De nadruk lag nu op de wetenschappelijke voordrachten. Maar als ontmoetingsplaats voor wetenschapsbeoefenaars blijft het genootschap wellicht een belangrijke taak vervullen. In de St. Laurenskerk is in een van de kapellen een bronzen wandrelief van de stichter van het genootschap Steven Hoogendijk aangebracht.

## Zustergenootschappen
- Koninklijke Hollandsche Maatschappij der Wetenschappen, Haarlem, opgericht 1752
- Koninklijk Zeeuwsch Genootschap der Wetenschappen, opgericht 1769
- Provinciaal Utrechts Genootschap van Kunsten en Wetenschappen, opgericht 1773

## Bekende leden
Bekende leden en andere betrokkenen waren/zijn:
- Abraham du Bois
- Jacob Cardinaal
- Herman Gerrit Jacobus van Doesburgh
- Karel Marinus Giltay
- Han Heinsius
- Gerardus Johannes Mulder
- Cornelius Nozeman
- Kornelis van der Pols
- Cornelis Zillesen

## Voetnoten
1. ↑  De Bataafse Republiek ontstond pas in 1795. De naam van het genootschap verwijst naar de oude Germaanse stam der Bataven.
2. ↑  Uwaterloo.ca: Scholarly societies